# Château d'Anterroches
Le château d'Anterroches est un château médiéval situé dans la vallée de l'Alagnon, dans le Cantal, sur la commune de Murat, bien que géographiquement et historiquement rattaché au Valagnon (commune de Laveissière). Il est connu grâce à l'un de ses illustres occupants, Joseph Charles Alexandre d'Anterroches, célèbre pour être l'auteur des citations « Messieurs les Anglais, tirez les premiers ! » (prononcée lors de la bataille de Fontenoy) et « Impossible n'est pas français ».

## Description
Construit au Moyen Âge, il a été fortement remanié au  XIXe siècle dans le style troubadour, avec des créneaux, des échauguettes et des fenêtres à meneaux.

## Historique

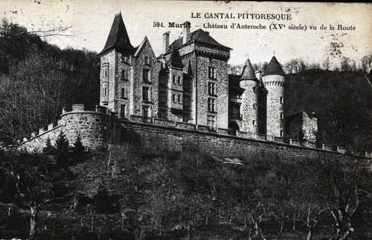
Ancienne carte postale.

Attesté au XIIIe siècle, il aurait - selon certaines sources - appartenu à la famille Chambon jusqu'à :
- Juliane du Chambon qui l'aurait apporté en dot en 1478 à Jean de Laire. Celui-ci aurait cédé le domaine et le château à
- Jean de Traverse qui aurait pris le nom d'Anterroches.

Il s'agit là d'une première hypothèse, car les conditions de cession du bien ne sont pas précisément connues, et il n'est pas absolument certain qu'il y ait eu une vente du domaine par Jean de Laire.
Il existe une seconde hypothèse, car la mère de Jean de Traverse est :
- Hélène du Trieu du Chambon, fille de :
- Guillaume du Chambon, seigneur du Chambon à Paulhac (15) où se trouve toujours le château éponyme.

Quant au côté paternel et à la famille Traverse, c'est une famille noble de Murat (15) qui a donné plusieurs médecins du roi et dont les origines connues remonteraient à 1205. 
Le suivi généalogique au sein de cette famille Traverse est pour le moins compliqué, car  - toujours selon les mêmes travaux généalogiques - le père de Jean de Traverse précédemment cité serait : 
- Guillaume de Traverse d'Anterroches, médecin du roi Louis XI en 1473, garde des sceaux de la vicomté de Murat et seigneur de Bressoles et/ou de Bressanges (selon les sources),
- le grand-père serait Pierre d'Anterroches de Beynac,
- et l'arrière-grand-père né vers 1350 serait Armand d'Anterroches de Paulhac.

Quoi qu'il en soit, la branche de la famille d'Anterroches issue de Jean de Traverse s'est éteinte au début du XIXe siècle, avec le décès sans enfant d'Auguste de La Rochelambert, veuf de Louise-Marthe-Catherine d'Anterroches, dernière représentante de sa branche.
Le château et le domaine ont alors été rachetés par :
- Jacques de Brives (1780-), seigneur de Peyrusse, fils d'un autre Jacques de Brives (1750-1818) et de Marie-Louise Teilhard, receveur des finances. De son mariage en 1809 avec Sophie Tallendier, il eut pour fils et successeur :
- Eugène de Brives de Peyrusse (1810-1891), dit le comte d'Anterroches, dernier de sa branche, receveur des impôts à Murat, membre de la société cantalienne, n'ayant qu'une fille mariée sans enfant, revend le château en 1856 à son neveu éloigné de la branche cadette subsistante de la famille d'Anterroches :
- Louis-François d'Anterroches (1817-1883) dit le baron de Peyrusse, fils de François et d'Anne Rome, devint propriétaire d'Anterroche. Il épousa Fanny Brugerolle de Fraissinette, fille d'un autre receveur des impôts, qui lui donna au moins deux fils : Henri (1850-1924) et Louis (1851-1926) dont les descendants ont conservé le château jusqu'à nos jours.

À la fin du XIXe siècle, le château a été considérablement restauré et agrandi dans le style troubadour.

## Visites
Le château surplombe la vallée, ce qui le rend visible de la route qui passe en contrebas.

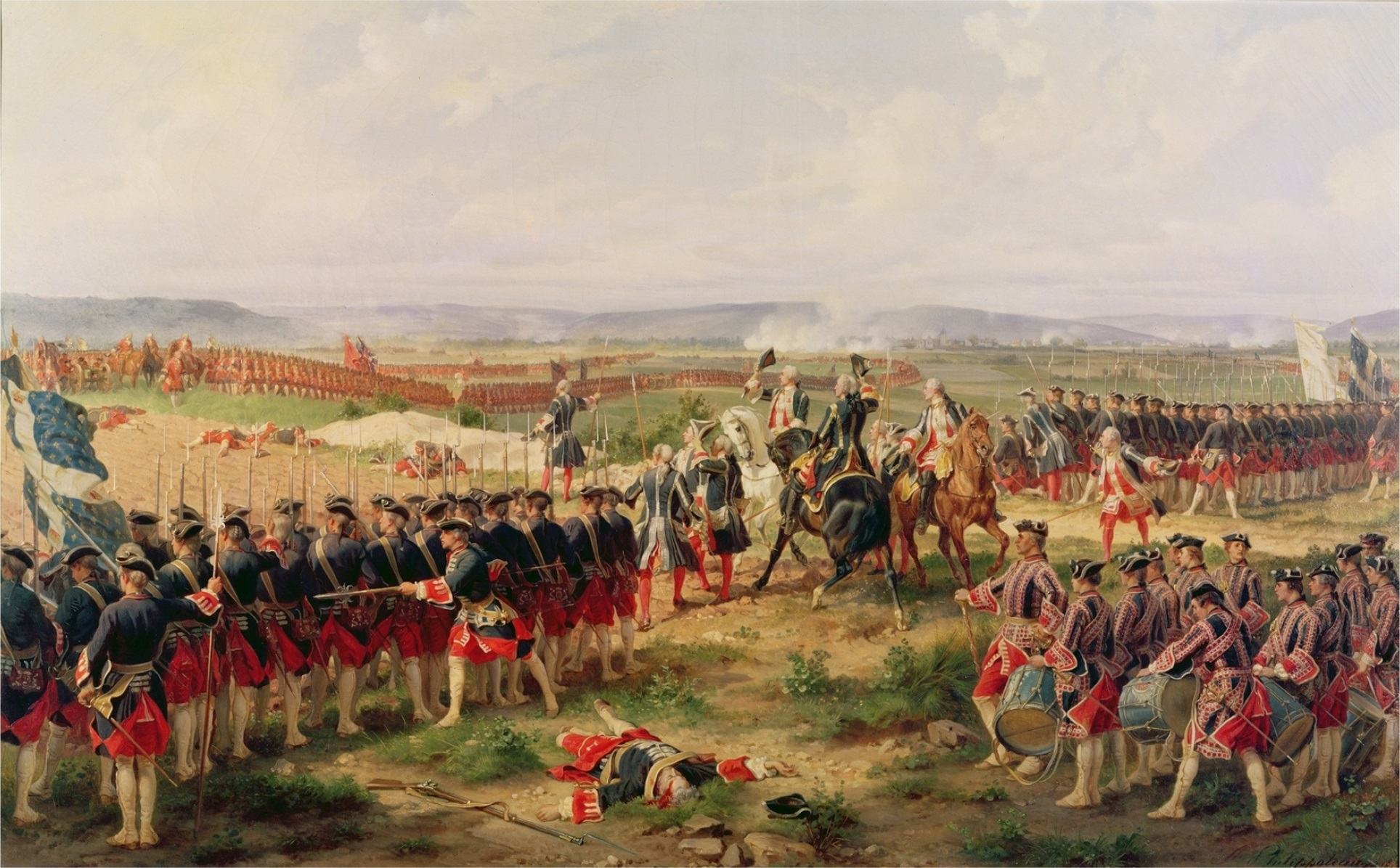
Lord Charles Hay et le comte d'Anterroches.

Pas de visites.